# Ego-Wrappin'
Ego-Wrappin’ es un grupo de música japonés de J-Jazz formado en Osaka en 1996. La banda consiste principalmente en dos miembros, Yoshie Nakano (中納良恵) como vocalista y Masaki Mori (森雅樹) en la guitarra. Nakano posee una voz profunda y sensual que encaja con el estilo de jazz que marca a este grupo. La música de Ego-Wrappin' está influenciada mayormente por el jazz, frecuentemente utilizando en sus composiciones a una banda de jazz tradicional, incluyendo contrabajo e instrumentos de viento. Sin embargo, su música suele experimentar por gran diversidad de estilos, incluyendo el rock, reggae o el pop. Ego-Wrappin' ganó notoriedad en la escena musical con “色彩のブルース” (Shikisai no BLUES,Los colores del blues) o Midnight Dejavu como se tradujo en Estados Unidos.

## Discografía
- Blue Speaker (1996)
- His choice of shoes is ill (1997)
- Swing for Joy (1999)
- 色彩のブルース (2000)
- 満ち汐のロマンス (2001)
- ～Midnight Dejavu～ 色彩のブルース (2001)
- くちばしにチェリー (2002)
- Night Food (2002)
- merry merry (2004)
- On the Rocks! (2006)
- Go Action (2008)
- THE GOSSIP OF JAXX (2009)
- ないものねだりのデッドヒート (2010)
- Steal a Person's Heart (2013)
- Bright time EP(2014)
- Dream Baby Dream(2019)